# Marcel Ophüls
Marcel Ophüls (Francoforte sul Meno, 1º novembre 1927 – Lucq-de-Béarn, 24 maggio 2025) è stato un regista, sceneggiatore e produttore cinematografico statunitense con cittadinanza francese.

## Biografia
Figlio del regista Max Ophüls, già attore e regista, ai premi Oscar 1989 fu premiato con l'Oscar al miglior documentario per Hôtel Terminus, centrato sulla figura di Klaus Barbie. Il documentario ricevette anche il riconoscimento FIPRESCI al Festival di Cannes 1988.
Fra i suoi lavori maggiormente apprezzati vi fu anche un altro pluripremiato documentario, Le chagrin et la pitié, narrante anche un argomento storico concernente il nazismo, ovvero la formazione delle 33. Waffen-Grenadier-Division der SS "Charlemagne", le milizie volontarie francesi che durante la seconda guerra mondiale aderirono alla Wehrmacht e successivamente alle Waffen-SS.
Nel 1991 fece parte - per la sezione documentari - della giuria del Sundance Film Festival.

## Filmografia parziale
- Matisse ou Le talent de bonheur (1960) - cortometraggio
- L'amore a vent'anni (1962), episodio Munich
- Buccia di banana (Peau de banane) (1963)
- Il pugno proibito dell'agente Warner (Faites vos jeux, mesdames) (1965)
- Le chagrin e la pitié (1971) - documentario
- Hôtel Terminus (1988) - documentario
- Veillées d'armes (1994)
- Inferno e passione (Egon Schiele, Exzess und Bestrafung) (1981) - come attore

## Partecipazioni a festival e riconoscimenti
- Premi Oscar 1972 - nomination all'Oscar al miglior documentario per Le chagrin et la pitié
- National Board of Review Award al miglior film straniero 1972 - premio per Le chagrin et la pitié
- Kansas City Film Critics Circle Awards 1974 - premio Kansas City Film Critics Circle Award per il miglior documentario per Le chagrin et la pitié
- Festival di Cannes 1976 - sezione fuori concorso con The Memory of Justice
- Golden Globe 1977 - premio Golden Globe per il miglior documentario per The Memory of Justice
- Premio FIPRESCI al Festival di Cannes 1988 per Hôtel Terminus
- Premi Oscar 1989 -  Oscar al miglior documentario 1989 per Hôtel Terminus
- Premi César 1995 - nomination per Veillées d'armes come miglior documentario